# Staryje Atagi
Staryje Atagi (russisch Старые Атаги; tschetschenisch Йоккха-Атагӏа) ist ein Dorf (selo) mit 10.884 Einwohnern (Stand 14. Oktober 2010) in der russischen Teilrepublik Tschetschenien, im Föderationskreis Nordkaukasus. Die Ortschaft liegt etwa 20 Kilometer von Grosny entfernt, am westlichen Ufer des Flusses Argun, auf der anderen Seite befindet sich Nowyje Atagi.
Der Ort trug von 1944 bis 1957 den Namen Predgornoje. Er war von 20. April 1935 bis 1956 Verwaltungssitz eines Rajons, der zunächst nach dem Ort die Bezeichnung Staro-Ataginski rajon trug, 1939 verkürzt zu Ataginski rajon und am 29. April 1944 umbenannt in Predgornenski rajon (wörtlich „Vorgebirgs-Rajon“). 
Bevölkerungsentwicklung
| Jahr | Einwohner |
| ---- | --------- |
| 1939 | 4.990     |
| 1959 | 5.041     |
| 1979 | 8.444     |
| 2002 | 10.161    |
| 2010 | 10.884    |

Anmerkung: Volkszählungsdaten

## Söhne und Töchter des Ortes
- Machmud Essambajew (1924–2000), Tänzer und Schauspieler